# Oumou Coulibaly (1958)
Pour les articles homonymes, voir Oumou Coulibaly.
Oumou Coulibaly, née le 4 février 1958 à Siguiné (cercle de Niono), est une femme politique malienne.
Paysanne analphabète, elle mène un mouvement de contestation avec 150 paysannes en raison d'un conflit sur l'eau entre agriculteurs, autorités publiques et investisseurs privés et étrangers. Arrêtée lors de sa visite à la préfecture, elle est soutenue par la radio libre Kayira ainsi que par le parti politique Solidarité africaine pour la démocratie et l'indépendance (Sadi).
Populaire chez les paysans, elle est élue députée à l'Assemblée nationale en 2007.